# 1934年コモンウェルスゲームズ
1934年大英帝国競技大会（British Empire Games）は1934年8月4日から8月11日までイングランド、ロンドンで行われたコモンウェルスゲームズの第2回大会である。当初は南アフリカのヨハネスブルグで予定されていたが、アパルトヘイト政策への反発を懸念し、開催地が変更となった。ホワイトシティ・スタジアムをメイン会場とし、自転車競技のみマンチェスターのファロフィールド・スタジアムで開催された。

## 参加の国と地域

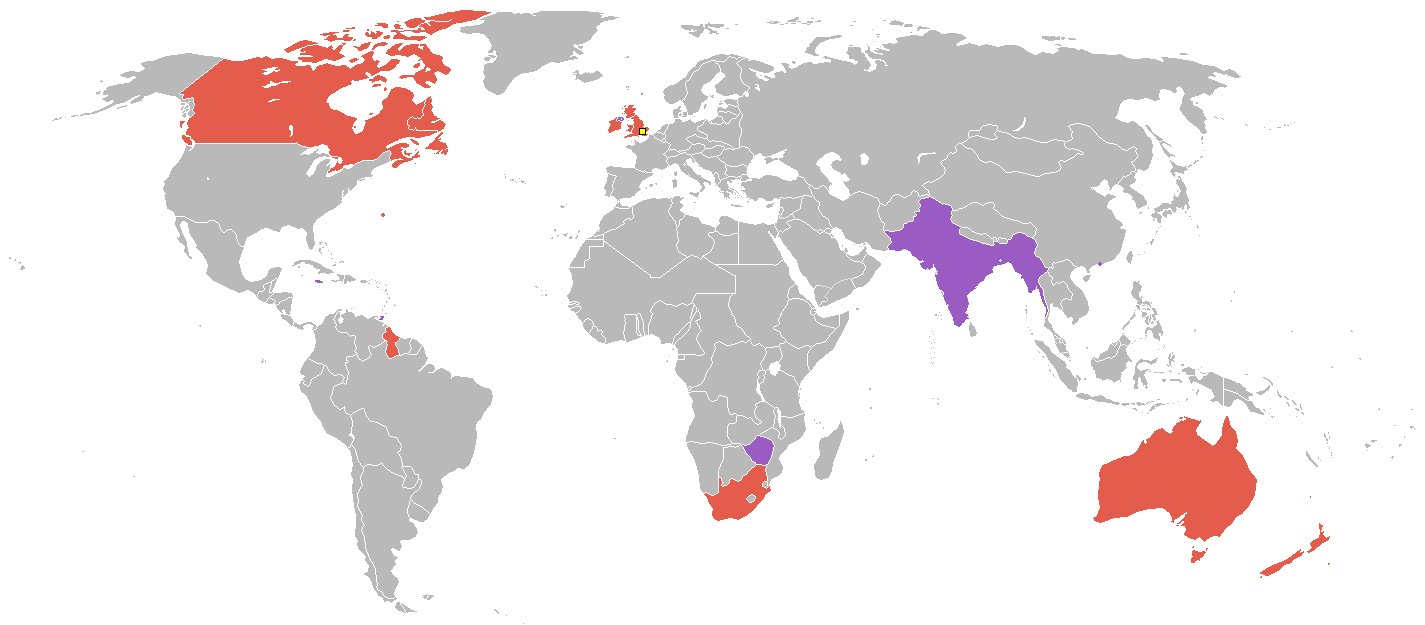
参加国・地域

インド、ジャマイカ、トリニダード・トバゴ、香港、南ローデシア（現在のジンバブエ）が新たに加わり、16の国と地域が参加した。ニューファンドランドがカナダとは別に参加した最後の大会となった。
- イングランド
- ウェールズ
- イギリス領ギアナ
- イギリス領ジャマイカ
- インド
- オーストラリア
- カナダ
- 北アイルランド
- スコットランド
- トリニダード・トバゴ
- ニュージーランド
- ニューファンドランド
- バミューダ
- 香港
- 南アフリカ連邦
- 南ローデシア

## 実施競技
前大会のボートに代わって自転車競技が行われた。女子選手が競泳に加えて陸上競技にも参加した。
- 陸上競技
- ボクシング
- ローンボウルズ
- 自転車競技
- 競泳
- レスリング

## メダル獲得数
| 順 | 国・地域             | 金 | 銀 | 銅 | 計  |
| -- | -------------------- | -- | -- | -- | --- |
| 1  | イングランド         | 29 | 20 | 24 | 73  |
| 2  | カナダ               | 17 | 25 | 9  | 51  |
| 3  | オーストラリア       | 8  | 4  | 2  | 14  |
| 4  | 南アフリカ連邦       | 7  | 10 | 5  | 22  |
| 5  | スコットランド       | 5  | 4  | 17 | 26  |
| 6  | ニュージーランド     | 1  | 0  | 2  | 3   |
| 7  | イギリス領ギアナ     | 1  | 0  | 0  | 1   |
| 8  | ウェールズ           | 0  | 3  | 3  | 6   |
| 9  | 南ローデシア         | 0  | 0  | 2  | 2   |
| 10 | 北アイルランド       | 0  | 1  | 2  | 3   |
| 11 | ジャマイカ           | 0  | 1  | 1  | 2   |
| 12 | イギリス領インド帝国 | 0  | 0  | 1  | 1   |
|    | 合計                 | 68 | 68 | 68 | 204 |